# Aphidius lincangensis
Aphidius lincangensis är en stekelart som beskrevs av Zhiming Dong 1988. Aphidius lincangensis ingår i släktet Aphidius och familjen bracksteklar. Inga underarter finns listade i Catalogue of Life.